# Железняк Олеся Володимирівна
Олеся Володимирівна Железняк (нар. 11 листопада 1974, Москва, РРФСР, СРСР) — російська акторка театру, кіно та дубляжу, телеведуча та співачка українського походження. Заслужена артистка Російської Федерації (2020). 
Попри українське коріння та роки праці в українських серіалах, підтримує путінський режим і виправдовує війну в Україні. Фігурантка бази даних центру «Миротворець» (незаконна гастрольна діяльність в анексованому РФ Криму).

## Біографія
Народилася 11 листопада 1974 року в Москві. У дитинстві займалася в хореографічній студії.
У 1999 році закінчила Російську академію театрального мистецтва (курс Марка Захарова) і була прийнята до групи Московського театру імені Ленінського комсомолу. Першим її спектаклем був «Варвар та єретик». Стала популярною після успішного кінодебюту у фільмі «Конвалія срібляста».
Брала участь у шоу «Льодовиковий період-2» у парі з Максимом Марініним, була ведучою проєкту телеканалу НТВ «Ти суперстар!».
У 2015 році дублювала роль Печалі у мультиплікаційному фільмі «Думками навиворіт».

## Родина
- Батько: Володимир, помер, працював вантажником.
- Мати: Лідія, померла, працювала швачкою.
- Старша сестра, Людмила, за фахом бібліотекарка, працює менеджеркою.
- Старша сестра, середня з усіх, Оксана, за фахом продавчиня, працює менеджеркою.

## Особисте життя
Одружена з актором Спартаком Сумченком (нар. 1973). У подружжя четверо дітей: Савелій (нар. 12 серпня 2003), Агаф'я (нар. 6 листопада 2006), Прохор (нар. 7 листопада 2010) та Хома (нар. 8 листопада 2013).

## Творчість

### Ролі у театрі

#### Ленком
- 1997 — «Варвар і єретик» за романом «Гравець» Федора Достоєвського. Режисер: Марк Захаров[8]
- «Візит старої дами» Фрідріха Дюрренматта. Режисер: Олександр Морфов — Клара Цаханассьян, дружина Ілла[14]
- «Юнона та Авось»
- «Божевільний день, або Одруження Фігаро»
- «Містифікація»
- «Жорстокі ігри» Олексія Арбузова
- «Королівські ігри» Григорія Горіна
- 2001 — «Блазень Балакірєв» за п'єсою Григорія Горіна. Режисер: Марк Захаров
- «Вишневий сад» за п'єсою Антона Чехова. Режисер: Марк Захаров

#### Незалежний театральний проект
- 2002 — «Трактирниця»[15] за п'єсою Карло Ґольдоні — Деяніра
- 2004 — «Боїнг-Боїнг»[16] по пьесе Марка Камолетти
- 2005 — «Жорстокі танці»[17] Танцювальний марафон за мотивами роману Хораса Маккоя «Загнаних коней пристрілюють, чи не так?» — Сюзі

#### Театр на Малій Бронній
- «Веселе життя і сумна смерть французької артистки Адрієнни Лекуврер» Ежена Скріба — Адрієнна Лекуврер

#### Театральне агентство «Арт-Партнер XXI»
- 2004 — «Бєстолоч» Марка Камолетті. Режисер Р. Самгін — Ганна
- 2015 — «Сеанс гіпнозу для сімейної пари» за п'єсою В. Сигарьова «Детектор брехні». Режисер Георгій Цнобіладзе — Надія

#### Сучасний театр антрепризи
- «Вокзал на трьох». Режисер: Роман Самгін

Театральна компанія «Маскарад»
- 2011 — «Ліс» Олександра Островського. Режисер Р. Самгін — Уліта
- 2012 — «Пігмаліон» Бернарда Шоу. Режисер Р. Самгін — Еліза Дуліттл
- 2015 — «Дуенья» Р. Шерідан. Режисер Р. Самгін — Дуенья
- 2019 — «СУПЕРSTARS» Режисер Р. Самгін — Лола Бенкс

### Фільмографія
| Рік       |    | Назва                                            | Роль                                                                     |    |
| --------- | -- | ------------------------------------------------ | ------------------------------------------------------------------------ | -- |
| 2000      | ф  | Вітрина                                          | Варя Шилкіна                                                             | ру |
| 2000      | ф  | Конвалія срібляста                               | Зоя Мисочкіна, провінційна дівчина, що стала «зіркою»                    | ру |
| 2002      | с  | Провінціали                                      | Кармен                                                                   | ру |
| 2002      | с  | Фитиль (випуск №418 «Школа вичавлювання»)        | шкільна вчителька                                                        | ру |
| 2002      | тф | Блазень Балакірєв                                | Дуня                                                                     | ру |
| 2003      | с  | Замислив я втечу                                 | Іра                                                                      | ру |
| 2004—2005 | с  | Обережно, Задов!                                 | директор музею (1 сезон: 1 серия) / Света (2 сезон: 12 серия)            | ру |
| 2004—2006 | с  | Моя прекрасна нянька                             | Галя Копилова                                                            | ру |
| 2005      | с  | Парі                                             | покоївка                                                                 | ру |
| 2006      | с  | Великі дівчатка                                  | дівчина                                                                  | ру |
| 2006      | с  | Веселі сусіди                                    | Олена Василівна Харіна                                                   | ру |
| 2006      | с  | Московська історія                               | Зінаїда                                                                  | ру |
| 2007      | с  | Королі гри                                       | Елла Ручейкіна                                                           | ру |
| 2008      | с  | Любов на районі                                  | Ксю, мама Ані                                                            | ру |
| 2008      | с  | Моя прекрасна нянька 2. Життя після весілля      | Галя Копилова                                                            | ру |
| 2008      | ф  | Парі                                             | Катя                                                                     | ру |
| 2009      | с  | Сільська комедія                                 | Нонна Громова                                                            | ру |
| 2009      | ф  | Кохання у великому місті                         | Пелагея                                                                  | ру |
| 2009      | ф  | Зовсім інше життя                                | таксистка Шура                                                           | ру |
| 2009      | ф  | Диво                                             | Аня Андрєєва                                                             | ру |
| 2010      | ф  | Як козаки...                                     | знімалася                                                                | ру |
| 2010      | ф  | Борцю не боляче                                  | мати Славика                                                             | ру |
| 2010      | с  | Свати 4                                          | Лариса                                                                   | ру |
| 2011      | с  | Свати 5                                          | Лариса                                                                   | ру |
| 2011—2012 | с  | Молодята                                         | Яна, що вигулює собак, подруга Андрія Петровича (2-й сезон)              | ру |
| 2012      | ф  | 8 перших побачень                                | Зінаїда Іванівна, менеджерка                                             | ру |
| 2012      | ф  | Білий мавр, або Інтимні історії про моїх сусідів | агент Михайла Речнікова                                                  | ру |
| 2012      | ф  | Нічна зміна                                      | «чай-кава»                                                               | ру |
| 2012      | ф  | Няньки                                           | Валентина, керівниця агентства                                           | ру |
| 2012      | ф  | Зі мною ось що відбувається                      | Настя                                                                    | ру |
| 2012      | с  | Свати 6                                          | Лариса                                                                   | ру |
| 2015      | ф  | Лікар                                            | Поліна                                                                   | ру |
| 2015      | ф  | Чужа мила                                        | Антоніна Іванівна Капустіна                                              | ру |
| 2015      | ф  | Пуанти для плюшки                                | Ольга, сусідка Наталії                                                   | ру |
| 2016      | ф  | Країна чудес                                     | Людмила Сергіївна, мати нареченого                                       | ру |
| 2017      | ф  | Везучий випадок                                  | Маша, дружина Валери                                                     | ру |
| 2018      | ф  | День до                                          | Соня Парамонова                                                          | ру |
| 2020      | с  | СидЯчивдома                                      | Тетяна Іллівна                                                           | ру |
| 2020      | с  | Казанова                                         | Лариса Тимурівна Погосян, директорка колгоспного ринку в Ростові-на-Дону | ру |
| 2020      | с  | Міс Поліція                                      | Марина                                                                   | ру |
| 2021      | с  | Ку-Ку                                            | Лариса                                                                   | ру |
| 2021      | с  | Свати 7                                          | Лариса                                                                   | ру |
| 2021      | с  | Товариш майор                                    |                                                                          | ру |
| 2021      | ф  | Молоко                                           | жінка в парку                                                            | ру |
| 2021      | с  | Гранд 5                                          |                                                                          | py |
| 2022      | ф  | бути                                             | бабуся                                                                   | ру |
| 2022      | с  | Орлінська Таємниця Венери                        |                                                                          | ру |
| 2022      | с  | Орлінська Стріли Нептуна                         |                                                                          | ру |
| 2023      | ф  | Яга                                              | Кікімора                                                                 | ру |

### Дубляж
- Головоломка / Inside Out — Смуток
- Папуга Club — мавпа Джульєта
- Лентяйка Василіса — равлик
- Гурвінек. Чарівна гра — Міс Сіскін

### Телебачення
- 2007 — Ти — суперстар
- 2016 — ведуча ток-шоу «Вечірній Краснодар».

## Дискографія
- 1999 — Ностальгия
- 2006 — Я продолжаю жить
- 2009 — Телефонный разговор
- 2012 — Кафешка

## Визнання та нагороди
- Лауреатка премії «Чайка-2002» та премія газети «Московський комсомолець» за роль у виставі «Приборкання приборкувачів»
- Лауреатка премії Міжнародного фонду ім. Є. П. Леонова та премії «Дебют» за участь у виставі «Жорстокі ігри»[19]
- Премія газети «Московський комсомолець» за роль у виставі «Блазень Балакірєв»
- Лауреатка премії Міжнародного фонду ім. Є. П. Леонова та премії «Московські дебюти» за роль у спектаклі «Візит дами» (сезон 2008—2009)
- Заслужена артистка РФ (2020)[20].
- Лауреатка премії «Кришталева турандот» (2021) за найкращу жіночу роль — Голда в «Поминальній молитві» театру «Ленком Марка Захарова»[21].

## Санкції
Олеся Железняк засуджується за порушення Державного кордону України з метою проникнення до окупованого Росією Криму. Незаконна гастрольна діяльність в анексованому Криму. Железняк  є фігуранткою бази Миротворець.